# The Sun Will Come Up, the Seasons Will Change
The Sun Will Come Up, the Seasons Will Change è il secondo album in studio della cantante scozzese Nina Nesbitt, pubblicato nel 2019.

## Tracce
1. Sacred – 2:37
2. The Moments I'm Missing – 3:46
3. The Best You Had – 2:56
4. Colder – 3:08
5. Loyal to Me – 3:13
6. Somebody Special – 3:20
7. Is It Really Me You're Missing? – 3:52
8. Love Letter – 3:34
9. Empire – 3:34
10. Chloe – 3:54
11. Things I Say When You Sleep – 3:36
12. Last December – 4:55
13. The Sun Will Come Up, the Seasons Will Change – 3:35